# Sha He (vattendrag i Kina, Liaoning, lat 42,45, long 123,99)
Sha He (kinesiska: 沙河) är ett vattendrag i Kina. Det ligger i provinsen Liaoning, i den nordöstra delen av landet, omkring 87 kilometer nordost om provinshuvudstaden Shenyang.
Genomsnittlig årsnederbörd är 1 058 millimeter. Den regnigaste månaden är augusti, med i genomsnitt 248 mm nederbörd, och den torraste är januari, med 9 mm nederbörd.